# Irinej (patrijarh srpski)
Patrijarh srpski Irinej (rođen kao Miroslav Gavrilović; Vidova pokraj Čačka, 28. kolovoza 1930. – Beograd, 20. studenoga 2020.), 45. arhiepiskop pećki, mitropolit beogradsko-karlovački i patrijarh srpski.

## Životopis
Rođen je kao Miroslav Gavrilović 1930. godine u selu Vidova kod Čačka. Završio je osnovnu školu u rodnom selu, gimnaziju u Čačku, bogosloviju u Prizrenu 1951. godine, a zatim Bogoslovski fakultet Sveučilišta u Beogradu. Zamonašen je u manastiru Rakovici 1959. godine. Zaredio ga je tadašnji German (patrijarh srpski), koji ga je rukopoložio u čin jerođakona i jeromonaha, 24. i 27. listopada 1959. godine.
Bio je profesor Prizrenske Bogoslovije od 1959. do 1968. godine. Završio je postdiplomske studije u Ateni, gdje je otišao školske 1962/63. godine. Poslije toga je bio postavljen za upravitelja monaške škole u manastiru Ostrog. Ponovo je bio profesor i rektor bogoslovije u Prizrenu 1971. – 1974. godine.
Svibnja 1974. izabran je za episkopa Moravičkog, vikara patrijarha Germana. Za episkopa Niškog izabran je na zasjedanju Svetog arhijerejskog sabora od 21. do 28. svibnja 1975. godine. Na tron episkopa niške eparhije ustoličen je u Sabornoj crkvi u Nišu 15. lipnja 1975. godine.
Bio je više puta član Svetog arhijerejskog sinoda Srpske pravoslavne Crkve. Dana 22. siječnja 2010. godine odlukom Izbornog sabora Srpske pravoslavne crkve izabran za patrijarha srpskog.
Preminuo je 20. studenoga 2020. na vojnoj bolnici u Beogradu, nakon što se prethodno zarazio covidom 19.

## Kontroverze
U procesu kanonizacije Alojzije Stepinca, oštro se zalagao za prekid kanonizacije nazivajući ga "ustaški vikarom", zajedno s predsjednikom Tomislavom Nikolićem i predsjednikom vlade Aleksandrom Vučićem. U svoja dva pisma papi Franji, negirao je dokazane povijesne činjenice, prema kojima je Stepinac spašavao Srbe i Židove tijekom Drugog svjetskog rata. Također, nazvao ga je nacističkim suradnikom koji "nije učinio ništa da zaštiti srpski narod u Nezavisnoj Državi Hrvatskoj." Nitko od članova Srpske pravoslavne crkve nije osudio njegovo iskrivljavanje povijesti, dapače, svi mediji u Srbiji su ga pohvalili i ohrabrili u tome.
U svojoj božićnoj poslanici u siječnju 2017. godine pozvao je na život u međusobnoj bratskoj ljubavi i pozvao na ekumenizam, ali istovremeno poručio je i Dok je Srba, bit će i Kosova!, negirajući time kosovsku neovisnost i državni integritet. U nastavku je nacionalistički izjavio Kosovo je duša Srbinova!, i Zato će Kosovo i Metohija biti i ostati naša zemlja, jer su tu naša Golgota i naš Jeruzalem! U poslanici je pozvao na molitvu za ujedinjene Srbije, misleći na ostvarenje Velike Srbije, zbog čega su ga hvalili svi srpski mediji, dok međunarodna zajednica nije reagirala.
Krajem listopada 2017. izjavio je kako je "srpsko stradanje [u 20. stoljeću] nadmašilo stradanja armenskog i židovskog naroda" te kako su "Hrvati jedini narod koji je imao dječje logore" nadodavši kako je "kroz jasenovačke logore prošlo 50 000 djece, čiji se plač čuo do Zagreba."
Međutim, patrijarh srpski Irinej Gavrilović nije krio namjere podrške ni prema secenionističkoj politici bh. entiteta Republika Srpskla. Tako je prilikom posjete Banjoj Luci bosanskohercegovačkog političara srpskog podrijetla Milorad Dodika nazvao predsjednikom "najnovije srpske države" misleći na bosanskohercegovački entitet Republika Srpska. Za isti entitet je rekao da je nastao "Božijoj pravdi i istini". Na ovu izjavu je reagirao vrhobosanski nadbiskup kardinal Vinko Puljić, koji je u svome pismu podsjetio patrijarha srpskog da Republika Srpska nije nastala na Božijoj pravdi nego na zločinu, te mu još jednom ukazao na to, da je s područja koji obuhvata entitet Republika Srpska protjerano iz svojih domova 140.000 katolika, a da danas na tom istom području živi samo 10.000 katoličkih vjernika.
Patrijarh srpski se na ovim izjavama nije zaustavio, nego je potom izjavio: "Mi znamo šta je otprilike filozofija i psihologija islama. Oni kada su u manjem broju umiju da se ponašaju i da budu korektni. Kada postanu ravni po broju, onda oni već dižu glavu, a kada postanu nadmoćni i superiorni, čine pritisak ili da se isele ili da se priđe njima.". Za genocid u Srebrenici patrijarh srpski Irinej je tvrdio da su Bošnjaci planirali genocid, a Amerikanci bombardovali Srbe. Na račun ukopanih žrtava srebreničkog genocida u Potočarima tvrdio je: "U Potočarima sahranjeno više od 50% vojnika koji su stradali u borbama u i oko Srebrenice, što govori da su Potočari, koje pokušavaju predstaviti kao groblje žrtava zločina u Srebrenici, u suštini vojno groblje", nastavio je tvrditi poglavar Srpske pravoslavne crkve. Često je promovirao ideju Velike Srbije, a jednom je u Novom Pazaru izjavio da "gdje god žive Srbi, to je Srbija, bilo u Bosni, bilo u Vojvodini, Crnoj Gori ili drugim mjestima". Patrijarh Irinej govorio je kako je nepravda što se u Hagu sudi samo srpskim generalima, a što se svi ostali puštaju na slobodu. Presudu Ratku Mladiću na kaznu doživotnog zatvora ocjenio je kao sasvim očekivanu i rekao da su to vražija djela koja rade svjetski moćnici.
Patrijarh srpski Irinej Gavrilović promovirao ideju Velike Srbije porukom: "Gde god živeli Srbi to je Srbija, bilo u Bosni, bilo u Vojvodini, Crnoj Gori ili drugim mestima. U Novom Pazaru patrijah srpski se s govornice otvoreno ismijavao i podrugljivo govorio kako samo bošnjački predci znaju zašto su promijenili vjeru - "Svi su oni potomci Savini".

## Vanjske poveznice
- Životopis na www.nis.co.yu (srp.)
- http://www.spcportal.org/index.php?pg=1278&lang=srl  Arhivirana inačica izvorne stranice od 25. siječnja 2010. (Wayback Machine)
- Životopis na www.spc.rs (srp.)  Arhivirana inačica izvorne stranice od 25. siječnja 2010. (Wayback Machine)
- Episkop Irinej (Gavrilović) tri desetljeća na čelu Eparhije niške („Pravoslavlje“, br. 930, 15 prosinca 2005.)  Arhivirana inačica izvorne stranice od 25. siječnja 2010. (Wayback Machine)